# Татенко Володимир Пантелійович
Володимир Пантелійович Татенко (нар. 25 серпня 1931, в с. Старолапса, колишній Тельманський район, Донецька область, Україна) — кінорежисер, сценарист, заслужений діяч мистецтв Казахстану (1978). Член Спілки кінематографістів та Спілки журналістів СРСР.

## Біографія
У 1955 Закінчив біолого-ґрунтовий факультет природничих наук Кишинівського університету. Після закінчення Кишинівського університету був направлений до Караганди, де рік працював інженером-ґрунтознавцем обласного управління сільського господарства.
1956 року В.Татенко прийшов у журналістику — спочатку він був літературним співробітником, потім власним кореспондентом газети «Соціалістична Караганда» (1956—1960).
У 1969 закінчив сценарний факультет Всесоюзного державного інституту кінематографії (під керівництвом А. Я. Каплера і К. К. Парамонової). 1955—1972 Керівник і головний редактор творчого об'єднання Телефільм при Управлінні телебачення і радіомовлення Карагандинської області, з 1972 року почав знімати документальні фільми на студії «Казахфільм» З 1986 року став 2-м секретарем правління Спілки кінематографістів Казахстану. Заслужений артист Казахської РСР (1979).

## Творчість

### Режисер
- «Через роки…» (1970),
- «Шахтарська династія» (1971),
- «Донбас — Караганда» (у 1974, 1975 роках отримав приз VIII Всеросійського кінофестивалю в Кишиневі за вибраний короткометражний фільм. фільми),
- «Іван Іванович Іванов» (1975) (премія Всесоюзного кінофестивалю, 1976),
- «Карлигаш» (у 1977, 1978 роках отримав приз кінофестивалю народів Азії, Африки та Латинської Америки, що проходив у Ташкенті),
- «Кузьмич, Адам та інші» (1977),
- «Місто, оповите яблуневим цвітом» (1978),
- «Алмати» (1979),
- «Наташа» (1979), (премія Всесоюзного кінофестивалю, 1981),
- «Тоқаш Бокин» (1983),
- «Навіщо колгоспу ведмеді» (1983) (1985, нагороджений дипломом Народного кінофестивалю в Кракові),
- «Школа: час змін» (1985) (1986, 1-й приз на 19-му Всеросійському кінофестивалі в Алмати),
- «Ең қымбатты» (1987),
- «Мар'ям і Тадеуш» (1988).

### Сценарій
- «Мар'ям і Тадеуш» (1988)

## Сім'я
Одружений. Дружина — Татенко (Тарасова) Світлана Іванівна. Дочка — Дар'я Володимирівна Клебанова.